# Obodowce
Obodowce (biał. Абадоўцы; ros. Ободовцы) – wieś na Białorusi, w obwodzie mińskim, w rejonie wilejskim, w sielsowiecie Ilia.

## Historia
W czasach zaborów folwark w okręgu wiejskim Obodowce, w gminie Wiazyń, w powiecie wilejskim, w guberni wileńskiej Imperium Rosyjskiego. W 1866 roku liczył 22 mieszkańców w 1 domu. Własność Bohdanowiczów.
W latach 1921–1945 folwark a następnie majątek leżał w Polsce, w województwie wileńskim, w powiecie wilejskim, w gminie Ilia.
Według Powszechnego Spisu Ludności z 1921 roku zamieszkiwały tu 123 osoby, 76 było wyznania rzymskokatolickiego, 39 prawosławnego, 1 ewangelickiego a 7 staroobrzędowego. Jednocześnie 67 mieszkańców zadeklarowało polską, 46 białoruską a 10 rosyjską przynależność narodową. Było tu 7 budynków mieszkalnych. W 1931 w 4 domach zamieszkiwały 162 osoby.
Wierni należeli do parafii rzymskokatolickiej i prawosławnej w Ilji. Miejscowość podlegała pod Sąd Grodzki w Ilii i Okręgowy w Wilnie; właściwy urząd pocztowy mieścił się w Ilii.
W wyniku napaści ZSRR na Polskę we wrześniu 1939 miejscowość znalazła się pod okupacją sowiecką. 2 listopada została włączona do Białoruskiej SRR. Od czerwca 1941 roku pod okupacją niemiecką. W 1944 miejscowość została ponownie zajęta przez wojska sowieckie i włączona do Białoruskiej SRR.
Od 1991 w składzie niepodległej Białorusi.

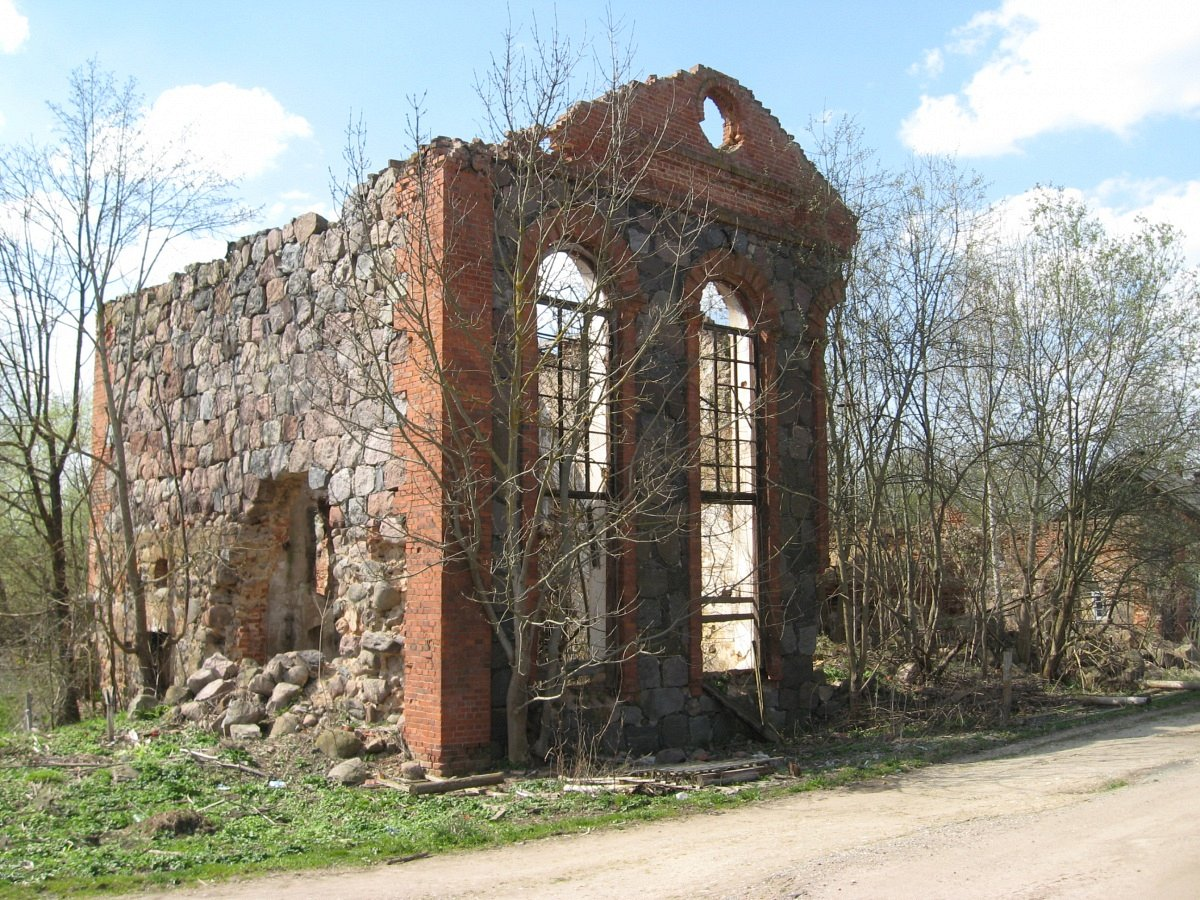
Ruiny dworu Bohdanowiczów
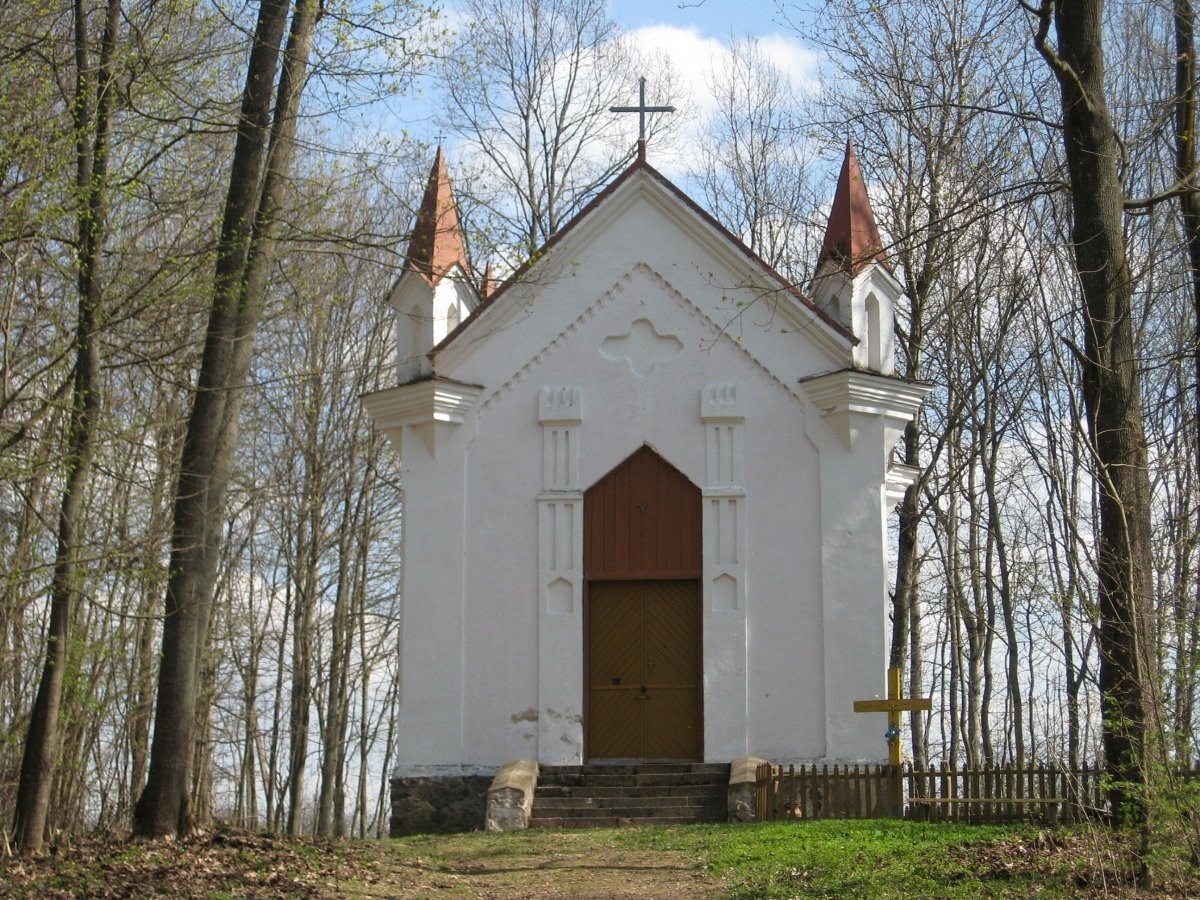
Kaplica cmentarna